# Salts al Campionat del Món de natació de 2017 – 3 metres trampolí sincronitzat femení
La prova de 10 metres trampolí sincronitzat femení al Campionat del món de 2017 es va celebrar el 17 de juliol de 2017.

## Resultats
La ronda preliminar es va iniciar a les 10:00. La final es va celebrar a les 16:00.
Verd denota finalistes
| Posició | Nacionalitat  | Saltador                               | Preliminar | Preliminar | Final       | Final       |
| Posició | Nacionalitat  | Saltador                               | Punts      | Posició    | Punts       | Posició     |
| ------- | ------------- | -------------------------------------- | ---------- | ---------- | ----------- | ----------- |
| 1       | Xina          | Chang Yani Shi Tingmao                 | 320.40     | 1          | 333.30      | 1           |
| 2       | Canadà        | Jennifer Abel Melissa Citrini-Beaulieu | 306.60     | 2          | 323.43      | 2           |
| 3       | Rússia        | Nadezhda Bazhina Kristina Ilinykh      | 304.80     | 3          | 312.60      | 3           |
| 4       | Austràlia     | Maddison Keeney Anabelle Smith         | 297.66     | 4          | 301.23      | 4           |
| 5       | Regne Unit    | Grace Reid Katherine Torrance          | 271.20     | 8          | 294.60      | 5           |
| 6       | Malàisia      | Ng Yan Yee Nur Dhabitah Sabri          | 291.54     | 5          | 288.72      | 6           |
| 7       | Ucraïna       | Anastasiia Nedobiha Diana Shelestyuk   | 270.57     | 9          | 280.56      | 7           |
| 8       | Països Baixos | Inge Jansen Daphne Wils                | 258.30     | 12         | 280.50      | 8           |
| 9       | Alemanya      | Friederike Freyer Tina Punzel          | 269.10     | 10         | 279.60      | 9           |
| 10      | Mèxic         | Arantxa Chávez Melany Hernández        | 274.62     | 7          | 279.27      | 10          |
| 11      | Estats Units  | Maria Coburn Alison Gibson             | 283.65     | 6          | 252.42      | 11          |
| 12      | Brasil        | Luana Lira Tammy Takagi                | 265.20     | 11         | 247.05      | 12          |
| 13      | Corea del Sud | Kim Na-mi Moon Na-yun                  | 251.88     | 13         | No avançava | No avançava |
| 14      | Sud-àfrica    | Micaela Bouter Nicole Gillis           | 249.66     | 14         | No avançava | No avançava |
| 15      | Suïssa        | Vivian Barth Jessica-Floriane Favre    | 243.75     | 15         | No avançava | No avançava |
| 16      | Macau         | Choi Sut Kuan Choi Sut Ian             | 241.92     | 16         | No avançava | No avançava |
| 17      | Hongria       | Flóra Gondos Villő Kormos              | 237.54     | 17         | No avançava | No avançava |
| 18      | Lituània      | Indre Girdauskaitė Genevieve Green     | 226.53     | 18         | No avançava | No avançava |
| 19      | Nova Zelanda  | Shaye Boddington Elizabeth Cui         | 218.10     | 19         | No avançava | No avançava |